# Мавзолей Бахауддіна Накшбанда
Комплекс Баха ад-Дін — культовий ансамбль, що розташований в приміській зоні Бухари. Комплекс служив центром дервішського ордена накшбандіїв. Глава його, шейх Бахауддін Накшбанд, помер у 1389 році і був похований біля селища Касрі Аріфон (нині в Каганському районі) під Бухарою.
Складається із медресе, двох мечетей і мінарету.
Ансамбль Баха ад-Дін отримав характерні для XVI століття форми поєднання некрополя з обрядовою будівлею; у 1544 році Абд ал-Азіз-хан I оформив поховання шейха у вигляді наземного склепу — дахми з мармуровою різьбленою огорожею поверху, а віддалік — найбільше з відомих будівель ханака.
Мати правителя Абулфейз-хана (1711–1747) на свої кошти наказала побудувати мечеть з двома айванами (терасами), а в XIX столітті візир Насрулла -хана Хакім Кушбегі збудував ще одну мечеть. Мінарет (вежа) побудований у 1720 році.
У радянський період ця святиня перебувала в стані запустіння.
Після здобуття незалежності Узбекистану на честь 675-річчя Бахауддіна Накшбанда в 1993 році святиню відреставровано. За ініціативи президента Узбекистану І. А. Карімова у 2003 році виконано значний обсяг робіт з благоустрою комплексу. Побудована дарвазахана (вхідне приміщення) з високим куполом. Відтворені пишно декоровані айва — тераси. Великий сад поєднав у єдину композицію священне поховання Хазрата Бахауддіна і місце поховання його матері. Також відреставровано Дахмаї Шохон (Некрополь правителів), де покояться останки деяких правителів із династій Тимуридів, Шейбанідів, Аштарханідів і Мангутів.